# Okręg Vichy
Okręg Vichy (fr. Arrondissement de Vichy) – okręg w środkowej Francji. Populacja wynosi 121 tysięcy.

## Podział administracyjny
W skład okręgu wchodzą następujące kantony:
- Cusset-Nord,
- Cusset-Sud,
- Donjon,
- Escurolles,
- Gannat,
- Jaligny-sur-Besbre,
- Lapalisse,
- Mayet-de-Montagne,
- Varennes-sur-Allier,
- Vichy-Nord,
- Vichy-Sud.